# Station Wodzisław Śląski Radlin
Station Wodzisław Śląski Radlin is een spoorwegstation in de Poolse plaats Wodzisław Śląski.